# Heuchelberg
El Heuchelberg es una meseta de aproximadamente 15 km de largo en el Oeste del distrito de Heilbronn en el estado de Baden-Württemberg. Se extiende desde el municipio de Zaberfeld al Suroeste hasta el de Leingarten al Noreste. Las siguientes poblaciones y municipios pertenecen al Sur del Heuchelberg: Pfaffenhofen, Güglingen, Brackenheim y Nordheim; al Norte Eppingen (pedenía de Kleingartach) y Schwaigern.
El río Zaber al Sur conecta con el Stromberg describe una península en los alrededores. Su punto más elevado es el Eihbühl con 335 m al noroeste de la población de Neipperg en el municipio de Brackheim. Originado por el desmoronamiento y la erosión de los Schilfsandsteins, el Hegau se muestra como una meseta (300 m) con una inclinación con borde afilado, esto se agudiza hacia el Este y allí se avista un extenso panorama, la Espera del Heuchelberg entre Nordheim y Leingarten. Al Norte se modela la altura de Ottilienberg una meseta ovalada.
En 1980 Heuchelberg y Stromberg se creó bajo el nombre de parque natural de Stromberg-Heuchelberg el tercer parque natural de Baden-Württemberg.
- Datos: Q943949